# KEIRINグランプリ'92
KEIRINグランプリ'92（けいりんぐらんぷりきゅうじゅうに）は1992年12月30日に平塚競輪場で開催されたKEIRINグランプリである。優勝賞金3220万円。

## 出場選手
| 車番 | 選手       | 出身県 |
| ---- | ---------- | ------ |
| 1    | 鈴木誠     | 千葉   |
| 2    | 吉岡稔真   | 福岡   |
| 3    | 高木隆弘   | 神奈川 |
| 4    | 神山雄一郎 | 栃木   |
| 5    | 梶應弘樹   | 愛媛   |
| 6    | 山田裕仁   | 岐阜   |
| 7    | 滝澤正光   | 千葉   |
| 8    | 松本整     | 京都   |
| 9    | 井上茂徳   | 佐賀   |

## 競走内容
レース前の注目はこの年の日本選手権競輪と競輪祭を制し、一気にトップスター選手となった吉岡稔真。後にスター選手となる神山雄一郎、山田裕仁も出場していたが、この時点では吉岡との実力差は歴然としていた。その3名と高木隆弘を含め60期台の選手が4人出場となり、この年の高松宮杯競輪で中野浩一が引退したこととあわせて、世代交代を象徴するようなメンバー構成となった。

## 競走結果
| 着順 | 選手       | 決まり手 |
| ---- | ---------- | -------- |
| 1    | 吉岡稔真   | 捲       |
| 2    | 井上茂徳   | マーク   |
| 3    | 神山雄一郎 |          |
| 4    | 高木隆弘   |          |
| 5    | 梶應弘樹   |          |
| 6    | 滝澤正光   |          |
| 7    | 鈴木誠     |          |
| 8    | 松本整     |          |
| 9    | 山田裕仁   |          |

### 配当金額
| 枠単 | 2-6 | 540円 |

## エピソード
- 今大会は、1993年3月に立川競輪場にて第46回日本選手権競輪が開催されることが決まったため、平塚競輪場にて開催された（同一年度に同一競輪場で特別競輪とグランプリを同時に開催してはいけないという決まりはないものの、どちらも売上規模が大きいため、今大会では立川競輪場はグランプリの開催を辞退した）。平塚でのGP開催は1987年以来2度目で、今大会から9年後の2001年まで無かった。

- GP単体の売上は、79億3756万4400円[2]（本場18億0420万6000円、場外61億3335万8400円[3]）。目標の62億円を大幅に上回った。

- シリーズ三日間の売り上げは、172億0686万5900円となった。

### 競走データ
- 優勝した吉岡稔真はこの年、日本選手権競輪、競輪王戦も優勝したこともあり、年間獲得賞金額は賞金制プロスポーツである公営競技全体で新記録（当時）となる1億9002万8133円となった（1997年に神山雄一郎が更新）。加えて第1回を除くと、KEIRINグランプリを初出場で優勝した事例は、吉岡が最初であった。